# オートルート A7
オートルート A7 （Autoroute française A7、高速道路A7号線）は、フランスのオートルートの1つ。リヨン＝マルセイユ間を走る。欧州自動車道路E15、E80、E714の一部でもある。道路管理は有料道路会社オートルート・デュ・シュド（fr:Autoroutes du Sud de la France）(フランス南部高速道路会社)が行っている。別名はオートルート・デュ・ソレイユ、ソレイユ高速道路（Autoroute du Soleil）である。
A7は年間を通じて混雑している。ローヌ川谷の交通の軸であるために、北フランスやベネルクス諸国やドイツと地中海との間を走るトラックが多い。マルセイユ周辺のA7を走る自動車の台数は1日10万台である。バカンス時期には交通渋滞がしばしば起こる。7月最後の週末や8月最初の週末には双方向で自動車の台数が増加する。渋滞は時に百kmになる。

## 経路
- A6号線と接続。（0km）
- 0 リヨン中央（Lyon-Centre）
- 1.1 パールデュー駅、リヴ・グーシュ（La Part Dieu, Rive Gauche）
- 1 リヨン地区（Quartiers de Lyon）
- 2 ラ・ミュラティエール（La Mulatière、2km）
- 3 ラ・ソーレ地区（Oullins-La Saulaie、4km）
- 4 ピエール＝ベニット（Pierre-Bénite、6km）
- A450号線と接続。
- 5 サン＝フォン（Saint-Fons、7km）
- 6 ヴェニシュー（Vénissieux、7km）
- 7 ソレーズ（Solaize、13km）
- A46号線とA47号線に接続。
- 8 シャス南（Chasse-Sud、22km）
- 9 ヴィエンヌ北（Vienne-Nord、26km）
- 10 コンドリュー（Condrieu、31km）
  - ヴィエンヌ＝ルヴォンタン料金所（Vienne-Reventin）と ヴィエンヌARが併設。
  -  ダーブリーヴAR（d’Auberives）、グラン・ボルヌAR（Grande Borne）
- 11.1 オーブリーヴ＝シュル＝ヴァレーズ（Auberives-sur-Varèze、19km）
- 12 シャナ（Chanas、24km）
  -  サン＝ランベール＝ダルボンAS（Saint-Rambert-d'Albon）
  -  ブラッシュロンドAR（Blacheronde）
- コル・デュ・グラン・ブッフ（Col du Grand Bœuf 、38km）
  -  コンブ・トゥーモントAR（Combe Tourmente）
  -  ブーテルネAR（Bouterne）
- 13 タン＝レルミタージュ（Tain l’Hermitage、56km）
  -  ポン＝ド＝リゼールAS（Pont de l’Isèr）、ラティテュードAS（Latitude）
- 14 ヴァランス北（Valence-Nord）
- 15 ヴァランス南（Valence-Sud）
  -  ポルト＝レ＝ヴァロンスAS（Portes-lès-Valence）
  -  ベルビューAR（Bellevue）、リヴロンAR（Livron）
- 16 ロリオル（Loriol、92km）：ロリオル＝シュル＝ドローム近傍（Loriol-sur-Drôme）
  -  ブラ・ド・ジールAR（Bras de Zil）と ソルスAS（Saulce）
- 17 モンテリマール北（Montélimar-Nord、102km）
  -  ククールドAR（Coucourde）
  -  サヴァッスAR（Savasse）
  -  モンテリマールAS（Montélimar）
- 18 モンテリマール南（Montélimar-Sud、125km）
  -  ピエールラットAR（Pierrelatte）
  -  トリカスタンAR（Tricastin）
- 19 ボレーヌ（Bollène、146km）
  -  モルナ＝ヴィラージュAS（Mornas-Village）、モルナ＝レ＝ザドレAS（Mornas-les-Adrets）
- 20 オランジュ北（Orange-Nord、164km）
- 36 A9号線と接続（167km）。
- 21 オランジュ中央（Orange-Centre、168km）
  -  ドランジュ＝レ・グレAR（d’Orange-Le Grès）、ドランジュ＝レ・クドゥレAS（d’Orange-Le Coudoulet）
- 22 オランジュ南（Orange-Sud）
  -  フォナレAR（Fournalet）と ソルグAS（Sorgues）
- 23 アヴィニョン北（Avignon-Nord）
  -  モリエールAS（Morières）
- 24 アヴィニョン南（Avignon-Sud、199km）
  -  キャバネスAR（Cabannes）
  -  カヴァイヨンAR（Cavaillon）
- 25 カヴァイヨン（Cavaillon、210km）
  -  セナAR（Sénas）
- 26 セナ（Sénas、221km）
- 27 サロン南（Salon-Nord、230km）：国道538号線と接続。
  -  ラマノンAR（Lamanon）
- A54号線と接続。（235km）
  - ランソン＝プロヴァンス料金所（240km）
  -  ランソン＝プロヴァンスAS（Lançon-Provence）
- A8号線と接続。（245km）
- 28 ロニャック（Rognac、255km）
- 29 ヴィトロル（Vitrolles、261km）
  -  ヴィトロルAS（Vitrolles）
- 30 ヴィトロル（Vitrolles、264km）：マルセイユ・プロヴァンス空港方面。
- 31 レ・ペンヌ＝ミラボー（Pennes-Mirabeau、270km）
- A55号線と接続。（270km）
- 31.1 レ・ペンヌ＝ミラボー（Les Pennes-Mirabeau、271km）
- A51号線と接続。（274km）
- 32 サンタントワーヌ（Saint-Antoine、274km）
- 33 レ・ゼギャラント（Les Aygalades、275km）
- 34 レ・ザナヴー（Les Arnavaux、278km）
- 35 ラ・ロサ（La Rose、279km）オーバーニュ、トゥーロン方面。
- 36 A557号線と接続（280km）
- 終端サン・シャルル駅（Gare Saint Charles、282km）